# Epiclast
Els epiclasts són fragments en roques volcanoclàstiques que no han estat generats per disrupció a partir de l'acció directa volcànica. Es defineixen com a cristalls, fragments de cristalls, vidre i fragments de roca que han estat alliberats a partir de qualsevol roca consolidada preexistent (volcànica o no) per meteorització o erosió i transportades des del lloc d'origen per gravetat o per l'acció del vent, aigua o gel. Els epiclasts poden ser volcànics o no volcànics i, dins dels no volcànics poden ser ígnis o no ígnis. Les roques epiclàstiques són aquelles que han estat formades a partir de la consolidació d'epiclasts. Malgrat que a priori pot semblar que els dipòsits epiclastics i els piroclàstics (i per tant els epiclasts i els piroclasts) són molt semblants -sobretot en casos en què els epiclasts són roques volcàniques-, hi ha algunes tècniques per a diferenciar-los; aquestes tècniques sovint es basen en estructures sedimentàries i en característiques composicionals.